# Uniform Resource Name
Un Uniform Resource Name o URN è un URI che identifica una risorsa all'interno di un namespace, ma, a differenza dell'URL, non permette l'identificazione della locazione della risorsa stessa. Un esempio di URN è il codice ISBN: questo identifica univocamente un libro, ma non ci dà alcuna informazione sulla locazione dello stesso.

## Sintassi

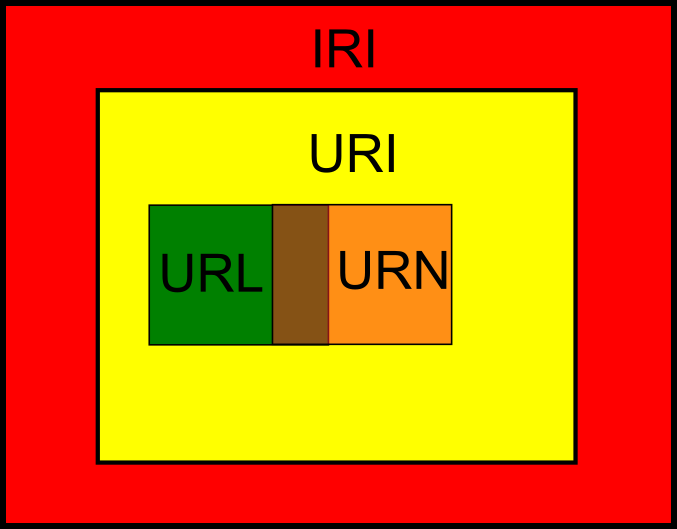
Schema IRI-URI-URL-URN.

Esempio di codice ISBN

La sintassi di uno schema URI urn: è rappresentata nella Backus-Naur Form come:
```
  
namestring
    
=
 
assigned-name

                      
[
 
rq-components
 
]

                      
[
 
"#"
 
f-component
 
]

      
assigned-name
 
=
 
"urn"
 
":"
 
NID
 
":"
 
NSS

      
NID
           
=
 
(
alphanum
)
 
0*30
(
ldh
)
 
(
alphanum
)

      
ldh
           
=
 
alphanum
 
/
 
"-"

      
NSS
           
=
 
pchar
 
*
(
pchar
 
/
 
"/"
)

      
rq-components
 
=
 
[
 
"?+"
 
r-component
 
]

                      
[
 
"?="
 
q-component
 
]

      
r-component
   
=
 
pchar
 
*
(
 
pchar
 
/
 
"/"
 
/
 
"?"
 
)

      
q-component
   
=
 
pchar
 
*
(
 
pchar
 
/
 
"/"
 
/
 
"?"
 
)

      
f-component
   
=
 
fragment

      
; regole generiche sintattiche URI (RFC3986)

      
fragment
      
=
 
*
(
 
pchar
 
/
 
"/"
 
/
 
"?"
 
)

      
pchar
         
=
 
unreserved
 
/
 
pct-encoded
 
/
 
sub-delims
 
/
 
":"
 
/
 
"@"

      
pct-encoded
   
=
 
"%"
 
HEXDIG
 
HEXDIG

      
unreserved
    
=
 
ALPHA
 
/
 
DIGIT
 
/
 
"-"
 
/
 
"."
 
/
 
"_"
 
/
 
"~"

      
sub-delims
    
=
 
"!"
 
/
 
"$"
 
/
 
"&"
 
/
 
"'"
 
/
 
"("
 
/
 
")"
 
/
 
"*"
 
/
 
"+"
 
/
 
","
 
/
 
";"
 
/
 
"="

      
alphanum
      
=
 
ALPHA
 
/
 
DIGIT
  
; obsoleto

```

oppure, sotto forma di diagramma di sintassi, come:
- Lo schema principale (urn:) non fa distinzione tra maiuscole e minuscole.
- <NID>è l'identificatore del namespace e può includere lettere, cifre e -.
- Il NID è seguito dalla stringa specifica del namespace<NSS>, la cui interpretazione dipende dal namespace specificato. L'NSS può contenere lettere e cifre ASCII e molti segni di punteggiatura e caratteri speciali. I caratteri ASCII e Unicode non consentiti possono essere inclusi se codificati in percentuale.

Nel 2017 è stata aggiornata la sintassi per gli URN:
- Il carattere barra (/) in questo caso è consentito in NSS per rappresentare nomi contenenti barre da sistemi di identificazione non URN.
- Il componente q è stato aggiunto per consentire il passaggio di parametri alle risorse nominate.
- Il componente r è stato aggiunto per consentire il passaggio di parametri ai resolver. Tuttavia, la specifica aggiornata rileva che non dovrebbe essere utilizzata fino a quando la sua semantica non sarà definita tramite un'ulteriore standardizzazione.

## Namespace
Al fine di garantire l'unicità globale dei namespace URN, i loro identificatori (NID) devono essere registrati presso lo IANA. I namespace registrati possono essere "formali" o "informali". Un'eccezione al requisito di registrazione è stata precedentemente fatta per "namespace sperimentali", in quanto annullato dalla RFC 8141.

### Formale
Sono stati registrati circa sessanta identificatori formali dei namespace URN. Si tratta di namespace in cui ci si aspetta che gli utenti di Internet traggano vantaggio dalla loro pubblicazione e sono soggetti a diverse restrizioni. Essi devono:
- Non essere un NID già registrato
- Non iniziare con urn-
- Essere più di due lettere
- Non iniziare con XY-, dove XY è una combinazione di due lettere ASCII
- Non iniziare con x-

### Informale
I namespace informali sono registrati con IANA e assegnati a una sequenza numerica (scelta da IANA in base all'ordine di arrivo) come identificatore, nel formato:
"urn-" <number>
I namespace informali sono namespace URN completi e possono essere registrati nei servizi di registrazione globali.

### Sperimentale
Un'eccezione al requisito di registrazione è stata precedentemente fatta per i "namespace sperimentali". Tuttavia, in seguito alla deprecazione della notazione "X-" per i nuovi namespace di tipo identificatore, RFC 8141 ha eliminato i namespace URN sperimentali, indicando una preferenza per l'uso del namespaceurn:example ove appropriato.

## Esempi
| URN                                        | corrisponde a                                                                                 |
| ------------------------------------------ | --------------------------------------------------------------------------------------------- |
| urn:isbn:0451450523                        | Il libro del 1968 The Last Unicorn, identificato dal suo numero di libro.                     |
| urn:isan:0000-0000-2CEA-0000-1-0000-0000-Y | Il film del 2002 Spider-Man, identificato dal suo numero audiovisivo.                         |
| urn:ISSN:0167-6423                         | La rivista scientifica Science of Computer Programming, identificata dal suo numero di serie. |
| urn:ietf:rfc:2648                          | La RFC 2648 dell'IETF.                                                                        |
| urn:mpeg:mpeg7:schema:2001                 | Le regole del namespace predefinite per i metadati video MPEG-7.                              |
| urn:oid:2.16.840                           | L'OID per gli Stati Uniti.                                                                    |